# Inferno (filme de 2016)
Inferno é um filme americano do gênero de suspense dirigido por Ron Howard e escrito por David Koepp, baseado no romance de mesmo nome por Dan Brown. O filme é a sequência de Angels & Demons e é estrelado por Tom Hanks, reprisando seu papel como Robert Langdon, junto de Felicity Jones, Omar Sy, Sidse Babett Knudsen, Ben Foster e Irrfan Khan. As filmagens começaram em 27 de abril de 2015 em Veneza, Itália, e terminaram dia 21 de julho de 2015. O filme teve seu lançamento no dia 12 outubro de 2016 no Brasil, e dia 13 em Portugal.

## Sinopse
Robert Langdon acorda num quarto de hospital em Florença, sem memória do que aconteceu nos últimos dias. Ele se acha novamente na mira de uma grande caçada. Mas com a ajuda da Dr. Sienna Brooks e do seu conhecimento em simbologia, Langdon ira tentar recuperar sua liberdade e memórias perdidas, enquanto resolve o enigma mais intrigante que ele já presenciou.

## Elenco
- Tom Hanks como Robert Langdon, um professor de simbologia na Universidade de Harvard.[4]
- Felicity Jones como a Dra. Sienna Brooks, uma medica italiana que acompanha Langdon nessa caçada.[5]
- Omar Sy como Christoph Bruder ,chefe do grupo SRS.[5]
- Ben Foster como Bertrand Zobrist, um cientista transhumanista, com a intenção de resolver os problemas de superpopulação no mundo.[6][7]
- Irrfan Khan como Harry "O Mestre" Sims, chefe do Consórcio, ajudando Zobrist em sua missão.[5]
- Sidse Babett Knudsen como Elizabeth Sinskey, chefe da Organização Mundial da Saúde.[5]
- Ana Ularu como Vayentha, a agente do Consórcio em Florença que tem ordens de seguir Langdon.[7]
- Jon Donahue como Richard[7]

## Produção
Em 16 de julho a Sony estabeleceu que o diretor Ron Howard voltaria a dirigir a novela de Dan Brown com David Koepp escrevendo o roteiro. Imagine Entertainment foi escolhida para produzir o filme, enquanto Tom Hanks represaria seu papel de Robert Langdon. Em 26 de agosto de 2014, a Sony finalizou o acordo com Howard e Hanks, e decidiu que o filme começaria a produção em abril de 2015 na Itália. Brian Grazer também foi escolhido para produzir o filme com Howard.
No dia 2 de dezembro, Felicity Jones estava negociando em participar do filme. Em 17 de fevereiro de 2015, o estúdio revelou o elenco confirmado para o filme,incluindo Jones como Dr. Sienna Brooks, Omar Sy como Christoph Bruder, Irrfan Khan como Harry "The Provost" Sims e Sidse Babett Knudsen como Elizabeth Sinskey, chefe da OMS. Ben Foster foi escolhido para um papel de vilão em 10 de março de 2015.

### Filmagens
As filmagens começaram em 27 de abril de 2015 em Veneza, Itália, começando no final de abril cenas com Tom Hanks foram filmadas perto do Palazzio Vecchio e em outros lugares históricos da cidade. Algumas cenas com dublês foram filmadas perto da Ponte Vecchio, em Florença. Filmagens aéreas de pontos de referencia de Florença foram realizadas no dia 11 de maio de 2015. Em 5 de junho de 2015, grande parte do filme fora planejado para ser filmado em Budapeste, Hungria. As filmagens acabaram no dia 21 de julho de 2015.
No local de filmagem, sua produção foi dada o codinome "Dor de Cabeça", referindo-se a concussão sofrida por Langdon no começo da história.

## Lançamento
Em Julho de 2013, a empresa Sony anunciou o filme para o dia 18 de dezembro de 2015, mas para evitar conflitos com o lançamento de Star Wars: The Force Awakens, o filme foi adiado para o dia 14 de outubro de 2016.